# Primary Colours
Primary Colours é o segundo álbum de estúdio da banda de garage rock britânica The Horrors, lançado em 2009.
O álbum, diferentemente do anterior, Strange House, apresenta influências do rock gótico, post-punk e shoegaze. Com teclados, sintetizares e um vocal mais suave. Este disco recebeu uma indicação ao Mercury Prize de Lançamento do Ano.

## Faixas
1. "Mirror's Image" - 4:50
2. "Three Decades" - 2:49
3. "Who Can Say"  -3:41
4. "Do You Remember" - 3:28
5. "New Ice Age" - 4:25
6. "Scarlet Fields" - 4:42
7. "I Only Think Of You" - 7:07
8. "I Can't Control Myself" - 3:27
9. "Primary Colours" - 3:01
10. "Sea Within A Sea" - 7:58